# Ed Skrein
Edward George "Ed" Skrein (født 29. marts 1983 i Camden) er en britisk skuespiller og rapper. Han er mest kendt for sin rolle som Daario Naharis i tredje sæson af serien Game of Thrones og som skurken Ajax i Deadpool.

## Filmografi
- Deadpool (2016)
- Alita: Battle Angel (2019)
- Maleficent: Mistress of Evil (2019)
- Midway (2019)